# Where It All Begins
| 전문가 평가   | 전문가 평가 |
| 평가 점수     | 평가 점수   |
| 출처          | 점수        |
| ------------- | ----------- |
| Allmusic      | [ 1 ]       |
| The Music Box | [ 2 ]       |
| Rolling Stone | [ 3 ]       |

《Where It All Begins》는 미국의 서던 록 밴드 올맨 브라더스 밴드의 열한 번째 스튜디오 음반이다. 〈No One to Run With〉는 가장 음반 지향적인 록 방송을 얻었고, 워런 헤인즈가 쓴 〈Soulshine〉은 콘서트와 팬들이 가장 좋아하는 곡으로 성공을 거두었다. 그렉 올맨은 또한 〈All Night Train〉과 같은 노래에서 과거에 그의 약물 남용 문제에 직면하기 시작했다. 음반은 전작인 《Shades of Two Worlds》보다 상당히 더 잘 팔렸다. 1998년, 이 음반은 골드가 되었다. 그럼에도 불구하고, 비판적인 반응은 더 약했다. 이것은 또한 그룹이 오리지널 기타리스트 디키 베츠와 함께 녹음한 마지막 스튜디오 음반이었다.

## 배경
프로듀서 톰 다우드는 그렉 올맨이 스튜디오에서 녹음하는 것을 싫어하는 것을 해소하기 위해 밴드의 전체 콘서트 무대 장치가 배우 버트 레이놀즈가 소유한 플로리다주 영화 사운드 스테이지에 조립되도록 주선했다. 이를 통해 밴드는 개별적으로 파트를 녹음하는 대신 유닛으로 음반의 모든 곡을 라이브로 녹음할 수 있었다.
《Where It All Begins》는 1992년부터 1997년까지 올맨 브라더스 밴드의 라인업인 그렉 올맨, 기타와 보컬의 디키 베츠, 기타와 보컬의 워런 헤인즈, 베이스의 앨런 우디, 드럼의 버치 트럭스, 드럼의 자이 조하니 조한슨, 그리고 콩가와 타악기의 마크 퀴뇨네스를 포함한다.

## 곡 목록
| #   | 제목                                    | 작사·작곡                        | 재생 시간 |
| --- | --------------------------------------- | -------------------------------- | --------- |
| 1.  | 〈All Night Train〉                     | 그렉 올맨, 워런 헤인즈, 척 리벨  | 4:04      |
| 2.  | 〈Sailin' 'Cross the Devil's Sea〉      | 올맨, 헤인즈, 앨런 우디, 잭 퍼슨 | 4:57      |
| 3.  | 〈Back Where It All Begins〉            | 디키 베츠                        | 9:12      |
| 4.  | 〈Soulshine〉                           | 헤인즈                           | 6:44      |
| 5.  | 〈No One to Run With〉                  | 베츠, 존 프레스티아              | 5:59      |
| 6.  | 〈Change My Way of Living〉             | 베츠                             | 6:15      |
| 7.  | 〈Mean Woman Blues〉                    | 베츠                             | 5:01      |
| 8.  | 〈Everybody's Got a Mountain to Climb〉 | 베츠                             | 4:01      |
| 9.  | 〈What's Done Is Done〉                 | 올맨, 우디                       | 4:09      |
| 10. | 〈Temptation Is a Gun〉                 | 올맨, 조나단 케인, 닐 숀         | 5:37      |

## 인증
| 국가                       | 인증 | 판매량/출하량 |
| -------------------------- | ---- | ------------- |
| 미국 (RIAA)                | 골드 | 500,000^      |
| ^출하량을 기반으로 한 인증 |      |               |